# Porträtt av konstnärens far
Porträtt av konstnärens far kan avse två oljemålningar av den tyske renässanskonstnären Albrecht Dürer. Den första målades omkring 1490 och ingår i Uffiziernas samlingar i Florens. Den andra målades 1497; originalet är försvunnet men kopior finns på National Gallery i London och Städelsches Kunstinstitut i Frankfurt.  
I vissa källor benämns tavlorna Porträtt av Albrecht Dürer den äldre eftersom far och son delade namn. Dürer d.ä. (cirka 1427–1502) föddes i Ajtós i Ungern och flyttade 1455 till Nürnberg där han fick anställning hos guldsmeden Hieronymus Holper. År 1467 gifte han sig med dennes dotter Barbara Holper med vilken han fick 18 barn – men endast tre överlevde till vuxen ålder, däribland Albrecht d.y. som föddes 1471. 
Porträttet från cirka 1490 benämns även Porträtt av Dürers far och målades när fadern var omkring 63 år gammal. På dess baksida finns en målning som föreställer familjen Dürer och Holpers vapensköldar. Dürers vapensköld visar två dörrar eftersom namnet på hans födelseort, Ajtós, på ungerska betyder dörr. Porträttet utgjorde ursprungligen en pendang (eller diptyk) till det ungefär samtidigt målade porträttet av konstnärens mor. De båda tavlorna utfördes av en ung Dürer; han var i övre tonåren och tydligt influerad av sin lärare Michael Wolgemut. Tavlorna var kvar i konstnärens ägo livet ut. Porträttet av fadern, som historiskt har värderats högre, förvärvades 1628 av medicéerna i Florens där det idag är utställt på Uffizierna. De båda målningarna separerades därmed och porträttet av modern föll i glömska, åtminstone vad gäller den porträtterades identitet. Det är idag utställt på Germanisches Nationalmuseum. 
Porträttet från 1497 benämns även Målarens far och finns i fyra versioner, men sannolikt är inget av dem originalet. Dürers ansikte skildras med känslighet och respekt; tekniken påminner om en blyertsteckning, realistiskt och spörjande. Men resten av tavlan är möjligen ofullbordad – den rudimentära bakgrunden och hans enkla kläder går inte att jämföra med den rika motsvarigheten i konstnärens självporträtt från året därpå. Högst upp finns en inskription som i svensk översättning lyder "1497 Albrecht Dürer den äldre i en ålder av 70". När Thomas Howard, 21:e earl av Arundel besökte Nürnberg 1636 erbjöd staden honom 1497 års porträtt och 1498 års självporträtt som gåvor till Karl I av England. Efter Karls avrättning 1649 skingrades hans stora konstsamling, porträttet hamnade så småningom i National Gallery och självporträttet på Pradomuseet. En annan version av porträttet förvärvades 1836 av Städelsches Kunstinstitut i Frankfurt i tron att det var en äkta Dürer-tavla, men anses idag också vara en kopia. Londonversionen dateras till slutet av 1500-talet och Frankfurtversionen till cirka 1600.  

## Bilder

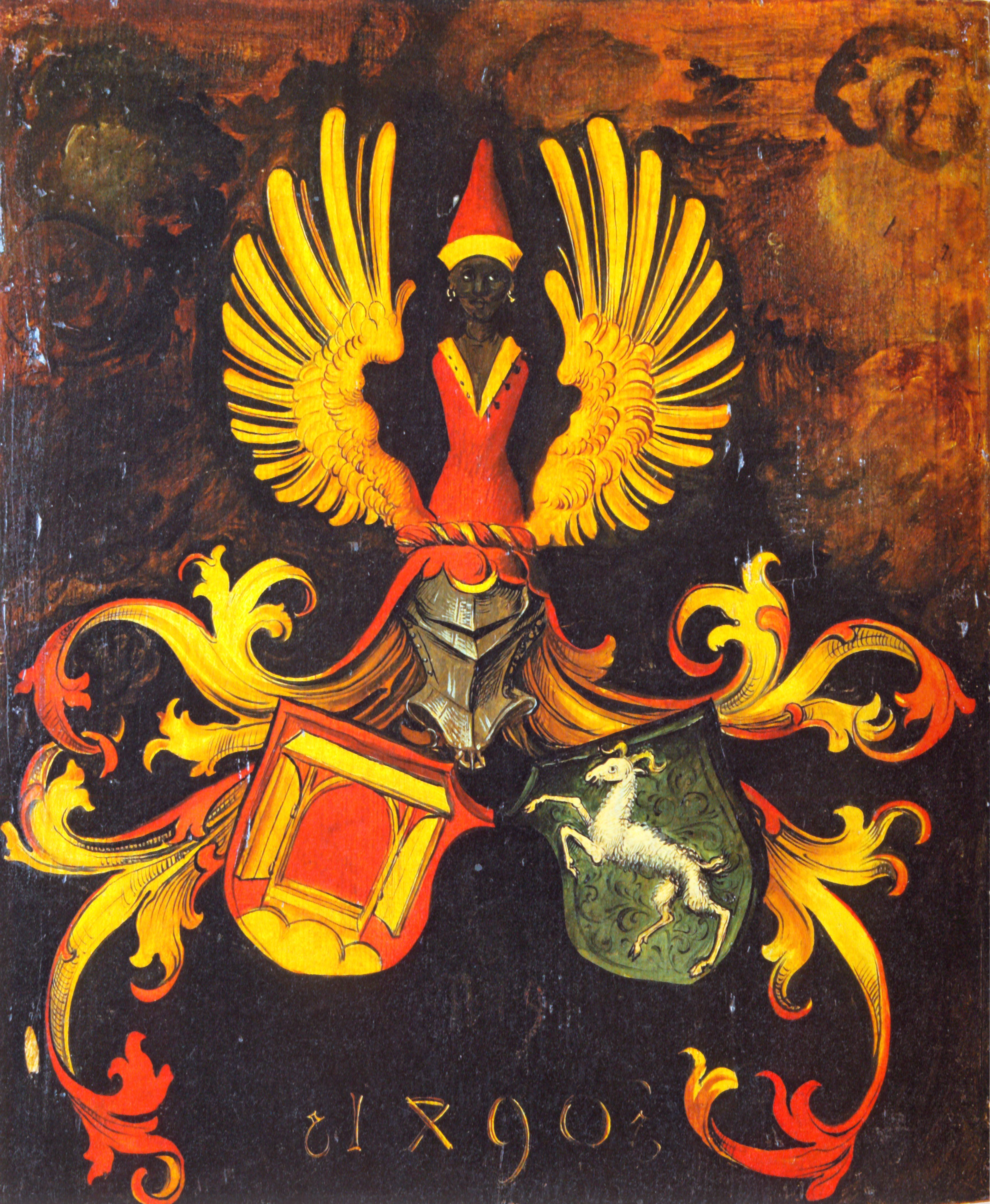
Målningen på baksidan till 1490 års porträtt visar Dürer och Holpers vapensköld.
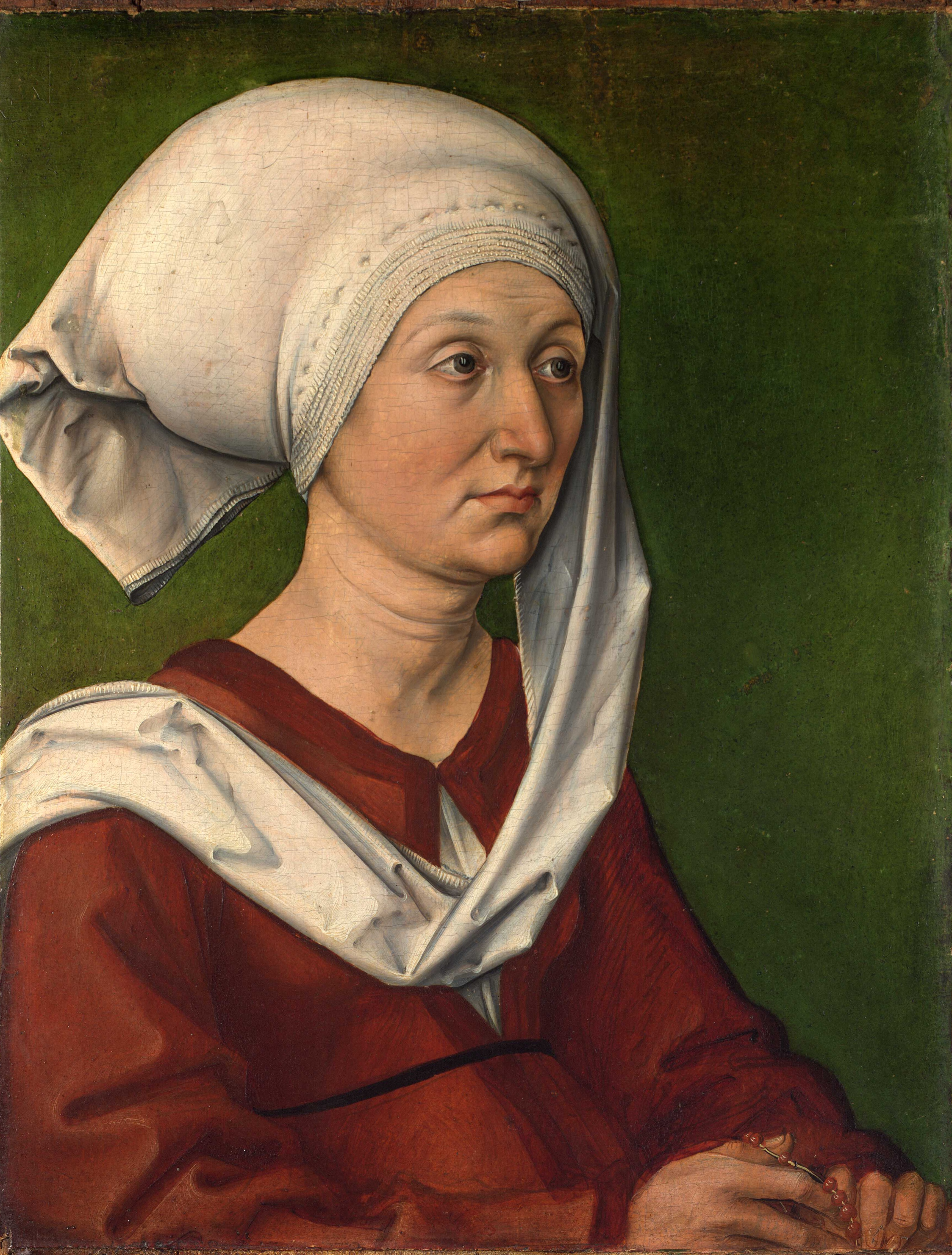
Porträtt av Barbara Dürer, född Holper är en pendang till 1490 års porträtt av fadern. Den målades omkring 1490 och ingår sedan 1800 i Germanisches Nationalmuseum.
Självporträtt (1498), Pradomuseet.
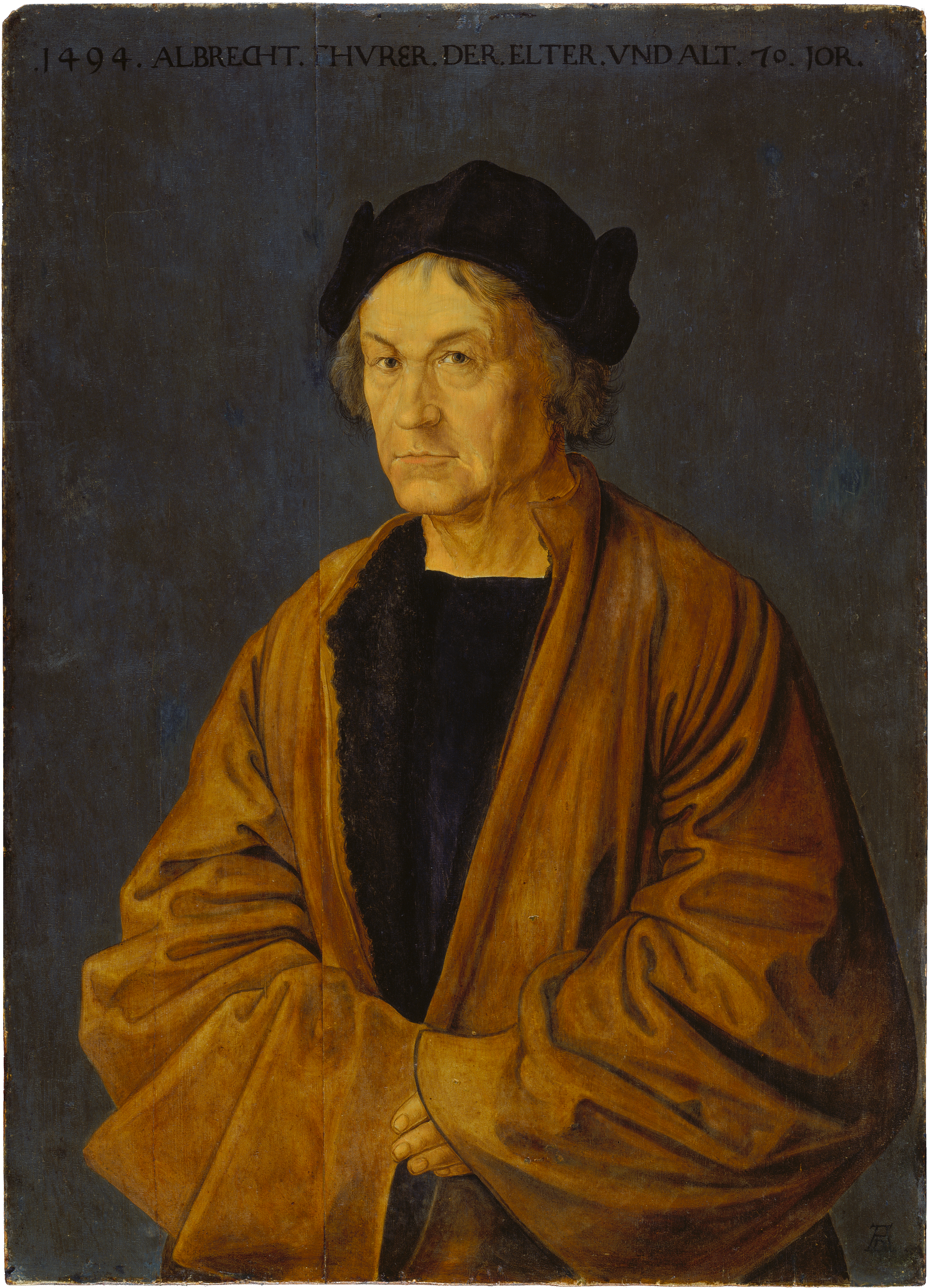
Porträtt av konstnärens far Albrecht Dürer den äldre i Städelsches Kunstinstitut. Efter Albrecht Dürer den yngre, kopia målad cirka 1600. Oljefärg på ekpannå, storlek: 58,9 x 42,6 cm.